# Mettawa (Illinois)
Mettawa es una villa ubicada en el condado de Lake en el estado estadounidense de Illinois. En el Censo de 2010 tenía una población de 547 habitantes y una densidad poblacional de 39,15 personas por km².

## Geografía
Mettawa se encuentra ubicada en las coordenadas 42°14′35″N 87°55′16″O / 42.24306, -87.92111. Según la Oficina del Censo de los Estados Unidos, Mettawa tiene una superficie total de 13.97 km², de la cual 13.76 km² corresponden a tierra firme y (1.48%) 0.21 km² es agua.

## Demografía
Según el censo de 2010, había 547 personas residiendo en Mettawa. La densidad de población era de 39,15 hab./km². De los 547 habitantes, Mettawa estaba compuesto por el 89.95% blancos, el 1.83% eran afroamericanos, el 0% eran amerindios, el 4.57% eran asiáticos, el 0% eran isleños del Pacífico, el 1.83% eran de otras razas y el 1.83% pertenecían a dos o más razas. Del total de la población el 10.97% eran hispanos o latinos de cualquier raza.